# Somers (Iowa)
Somers es una ciudad ubicada en el condado de Calhoun en el estado estadounidense de Iowa. En el Censo de 2010 tenía una población de 113 habitantes y una densidad poblacional de 126,1 personas por km².

## Geografía
Somers se encuentra ubicada en las coordenadas 42°22′43″N 94°25′51″O / 42.37861, -94.43083. Según la Oficina del Censo de los Estados Unidos, Somers tiene una superficie total de 0.9 km², de la cual 0.9 km² corresponden a tierra firme y (0%) 0 km² es agua.

## Demografía
Según el censo de 2010, había 113 personas residiendo en Somers. La densidad de población era de 126,1 hab./km². De los 113 habitantes, Somers estaba compuesto por el 95.58% blancos, el 0% eran afroamericanos, el 0% eran amerindios, el 0.88% eran asiáticos, el 0% eran isleños del Pacífico, el 0% eran de otras razas y el 3.54% pertenecían a dos o más razas. Del total de la población el 0% eran hispanos o latinos de cualquier raza.